# Landtagswahlkreis Essen III
Der Landtagswahlkreis Essen III ist ein Landtagswahlkreis in Essen in Nordrhein-Westfalen. Er umfasst die Stadtteile: 1 Stadtkern, 2 Ostviertel, 3 Nordviertel, 4 Westviertel, 5 Südviertel, 7 Altendorf, 8 Frohnhausen, 9 Holsterhausen, 10 Rüttenscheid, 15 Fulerum, 28 Haarzopf und 41 Margarethenhöhe.
Der Wahlkreis wurde zur Landtagswahl 2005 neu errichtet. Der Stadtbezirk III bildete bisher den Wahlkreis Essen I, der Stadtbezirk I bildete mit II den Wahlkreis Essen V. Essen III deckte sich ab 1980 zunächst mit dem Stadtbezirk VI (heute Essen II), 2000 kam Altenessen hinzu (heute Essen I).

## Landtagswahl 2022
Wahlberechtigt zur Landtagswahl 2022 waren 106.340 Einwohner des Wahlkreises. Die Wahlbeteiligung lag bei 54,5 %.
| Direktkandidat             | Erststimmen in % | Partei   | Zweitstimmen in % |
| -------------------------- | ---------------- | -------- | ----------------- |
| Julia Kahle-Hausmann       | 32,1             | SPD      | 30,9              |
| Eva Martina Großimlinghaus | 25,2             | CDU      | 24,8              |
| Inga Marie Sponheuer       | 25,5             | GRÜNE    | 24,4              |
| Detlef Heinrich            | 4,5              | FDP      | 5,1               |
| Jules El-Khatib            | 3,3              | LINKE    | 3,2               |
| Stefanie Brecklinghaus     | 4,4              | AfD      | 4,3               |
| –                          | 5,0              | Sonstige | 7,3               |

## Landtagswahl 2017
Wahlberechtigt zur Landtagswahl 2017 waren 104.181 Einwohner des Wahlkreises. Die Wahlbeteiligung lag bei 61,9 %.
| Direktkandidat   | Erststimmen in % | Partei         | Zweitstimmen in % |
| ---------------- | ---------------- | -------------- | ----------------- |
| Britta Altenkamp | 35,4             | SPD            | 31,6              |
| Brigitte Harti   | 29,9             | CDU            | 25,9              |
| Ahmad Omeirat    | 6,8              | GRÜNE          | 8,0               |
| Martin Weber     | 8,7              | FDP            | 12,1              |
| –                | –                | PIRATEN        | 1,1               |
| Jules El-Khatib  | 6,7              | LINKE          | 7,6               |
| Axel Fänger      | 2,4              | PARTEI         | 1,5               |
| Harald Parussel  | 8,1              | AfD            | 8,4               |
| Diana Kummer     | 0,3              | DKP            | 0,1               |
| Horst Dotten     | 0,3              | MLPD           | 0,3               |
| Gero Kühn        | 0,4              | Einzelbewerber | –                 |
| Serge Menga      | 0,9              | Einzelbewerber | –                 |
| –                | –                | Sonstige       | 3,3               |

Der Wahlkreis wird durch die direkt gewählte Wahlkreisabgeordnete Britta Altenkamp (SPD), die dem Parlament seit 2000 angehört, im Landtag vertreten.

## Landtagswahl 2012
Wahlberechtigt zur Landtagswahl 2012 waren 96.654 Einwohner des Wahlkreises. Die Wahlbeteiligung lag bei 55,4 %.
| Direktkandidat      | Erststimmen in % | Partei   | Zweitstimmen in % |
| ------------------- | ---------------- | -------- | ----------------- |
| Ute Baukelmann      | 20,6             | CDU      | 16,8              |
| Britta Altenkamp    | 52,1             | SPD      | 44,4              |
| Gönül Eğlence       | 9,8              | GRÜNE    | 14,5              |
| Detlef Below        | 3,5              | FDP      | 5,9               |
| Wolfgang Freye      | 4,0              | LINKE    | 4,0               |
| Matthias Bock       | 9,8              | PIRATEN  | 9,3               |
| Paul Felix Giebeler | 0,2              | BüSo     | 0,6               |
| -                   | -                | Sonstige | 4,5               |

## Landtagswahl 2010
Wahlberechtigt zur Landtagswahl 2010 waren 97.552 Einwohner des Wahlkreises. Die Wahlbeteiligung lag bei 55,3 %.
| Direktkandidat     | Erststimmen in % | Partei   | Zweitstimmen in % |
| ------------------ | ---------------- | -------- | ----------------- |
| Ute Baukelmann     | 26,3             | CDU      | 24,3              |
| Britta Altenkamp   | 47,2             | SPD      | 41,0              |
| Eva-Maria Bednarek | 11,9             | GRÜNE    | 14,3              |
| Martin Weber       | 3,8              | FDP      | 4,6               |
| Wolfgang Freye     | 8,0              | LINKE    | 8,3               |
| Monika Petricek    | 0,6              | BüSo     | 0,2               |
| Gisela Mahr        | 2,3              | pro NRW  | 1,6               |
| -                  | -                | Sonstige | 5,7               |

## Landtagswahl 2005
Wahlberechtigt zur Landtagswahl 2005 waren 100.563 Einwohner des Wahlkreises. Die Wahlbeteiligung lag bei 58,7 %.
| Direktkandidat       | Partei         | Stimmen in % |
| -------------------- | -------------- | ------------ |
| Britta Altenkamp     | SPD            | 46,5         |
| Jörg Rodeike         | CDU            | 32,8         |
| Petra Hermann        | FDP            | 4,4          |
| Thomas Rommelspacher | GRÜNE          | 8,3          |
| Volkmar Barth        | REP            | 1,1          |
| Martin Burwick       | PDS            | 1,7          |
| Karl Rabiega         | BüSo           | 0,4          |
| Ralf Georg Nölkes    | NPD            | 1,2          |
| Susanne Steinbrecher | WASG           | 3,0          |
| Matthias Stadtmann   | Einzelbewerber | 0,7          |